# Jérémie Galland
Jérémie Galland (Villeneuve-Saint-Georges, 8 aprile 1983) è un ex ciclista su strada francese.

## Palmarès

### Strada
- 2005 (Dilettanti, una vittoria)

4ª tappa Tour de la Manche (Percy > La Haye-Pesnel)
- 2006 (Dilettanti, una vittoria)

3ª tappa Tour de la Manche
- 2009 (Besson Chaussures-Sojasun, una vittoria)

Grand Prix de Plumelec-Morbihan
- 2010 (Saur-Sojasun, due vittorie)

Classifica generale Boucles de la Mayenne
1ª tappa Tour du Limousin (Limoges > Boussac)

#### Altri successi
- 2005 (Dilettanti)

La Gainsbarre
- 2010 (Saur-Sojasun)

Classifica sprint Tour de Wallonie

## Piazzamenti

### Grandi Giri
- Tour de France

2011: 138º

### Classiche monumento
- Parigi-Roubaix

2012: ritirato